# Kayfabe
Kayfabe (Engelse uitspraak: ['keɪfeɪb], simpel fonetisch Nederlands: 'keej-feeb') is een term uit het professioneel worstelen waarbij geënsceneerde gebeurtenissen worden afgeschilderd alsof ze echt zijn. Met name van geënsceneerde competitie, rivaliteit en relaties tussen deelnemers wordt een voorstelling gegeven alsof ze authentiek zijn.

## Toelichting en gebruik
'Kayfabe' wordt ook wel gezien als een vorm van suspension of disbelief die echter uitsluitend gebruikt wordt binnen de wereld van het professioneel worstelen. Het dient te verduidelijken of een situatie deel uitmaakt van een script of synoniem staat voor de werkelijkheid, waarbij de toeschouwer zich (vrijwillig) overgeeft aan de illusie. Hierdoor benadrukt de term het feit dat worstelwedstrijden gesimuleerd zijn. Ook kwam er duidelijkheid aangaande de ruzies tussen worstelaars. Het gebeurt dat worstelaars werkelijk disputeren, maar in de meeste gevallen is die ruzie een belangrijk onderdeel van de verhaallijn. Blessures brengt men meestal ook onder in de term 'kayfabe', hoewel blessures ook onvervalst kunnen zijn en dus niet geveinsd. 
Men zou 'kayfabe' feitelijk kunnen vergelijken met het doorbreken van de vierde wand, dat dan weer voortkomt uit de subcategorieën theater, film en televisie. Dat wil zeggen dat een professioneel worstelaar in geval van 'kayfabe' zijn fictieve rol speelt, maar daarbuiten louter zichzelf is. Het doorbreken van de vierde wand kwam tot stand in de jaren 1980–1989, toen men het professioneel worstelen op televisie begon uit te zenden. De opkomst van sociale media en andere kanalen zorgde er echter voor dat worstelaars steeds vaker in hun alledaagse gedaante te zien waren.

## Oorsprong (etymologie)
De aanleiding tot het introduceren van het begrip 'kayfabe' bestond er zodanig in dat veel fans van het professioneel worstelen lange tijd het verschil tussen realiteit en fantasie niet konden registreren, aangezien de discrepantie tussen fictie en non-fictie te klein was. Dit probleem loste men op met behulp van 'kayfabe'. Er bestaat noch een glasheldere noch een officiële theorie over de herkomst van de term. 
Het woord 'kayfabe' zou mogelijk afstammen uit het Latijn. Het werkwoord caveo betekent 'uitkijken (voor)'. Deze theorie wijst mogelijk op het reële gevaar dat fictie en non-fictie niet altijd even dicht bij elkaar liggen. Volgens een andere theorie zou het een verbastering en/of verwisseling van lettergrepen van de woorden be fake (Nederlands: (letterlijk) "wees nep", in ruimere context "veinzen", "doen alsof" of "theaterspel") in de trant van het Pig Latin-woordspel.
Het woord 'kayfabe' zelf dook voor het eerst op in de jaren 1930–1939 en was naar verluidt een uitvergrote beschrijving van wat zich destijds achter de schermen afspeelde. Men speculeerde toen alreeds over de twijfelachtige echtheid van worstelwedstrijden. Men was ervan overtuigd dat worstelwedstrijden de facto vooraf gestipuleerd werden. Een ondubbelzinnige verklaring voor het ontstaan van de term 'kayfabe' werd echter nooit gevonden.

## Paradigma's

### Doorbreken vierde wand
Een voorbeeld van het doorbreken van 'kayfabe' was een incident uit 1996 dat zich afspeelde in Madison Square Garden te New York. Shawn Michaels en Kevin "Diesel" Nash vormden tussen 1993 en 1995 het succesvolle tag team Two Dudes with Attitudes, maar later werden ze vijanden. Na een wedstrijd in Madison Square Garden omhelsden de twee elkaar. Wat de toenadering vooral frappant maakte was dat de vijandigheid tussen de twee ook na afloop van de wedstrijd standhield en er dus geen einde was gekomen aan de rivaliteit tussen Michaels en Nash. De bewuste omhelzing was een gevolg van het nakende vertrek van Nash en Scott Hall naar de World Championship Wrestling. Michaels' fictieve vriend Paul Levesque (Triple H) verscheen even later om Nash en Hall uit te zwaaien. Er kwam veel kritiek op de verzoening omdat deze zich voordeed tijdens het visualiseren van een verhaallijn die al maanden aan de gang was. In realiteit was er reeds lange tijd sprake van een hechte vriendschap tussen Michaels, Nash, Levesque en Hall. Zij werden samen The Kliq genoemd.
Mark Calaway alias The Undertaker nam na WrestleMania XXX (2014) uitgebreid de tijd voor interactie met de aanwezige fans. Calaway verloor als The Undertaker voor het eerst sinds zijn debuut in 1991 een wedstrijd op WrestleMania, nadat hij 21 wedstrijden ongeslagen bleef. Een geëmotioneerde Calaway werd aansluitend overal bejubeld toen de WWE op jaarlijkse tournee ging. Daardoor leek het alsof men een andere persoon te zien kreeg, omdat worstelaars normaal gesproken zelden uit hun rol stappen. De dood van respectievelijk Owen Hart en Eddie Guerrero in 1999 en 2005, evenals de plotse hartaanval van Jerry Lawler in 2012, zijn dan weer voorbeelden van momenten waar men gedwongen werd om 'kayfabe' en realiteit van elkaar te scheiden.

### Blessures en privédoeleinden
'Kayfabe' wordt ook gebruikt om aan te geven of een blessure toebehoort aan een verhaallijn of wijst op een legitieme blessure die een worstelaar oploopt tijdens een training of wedstrijd. Op die manier kan een worstelaar eenvoudiger uit een programma geschreven worden, zoals dit gebruikelijk is bij televisieseries. Als dat niet zo is, is de blessure 'kayfabe' en verkoopt men deze als onderdeel van een bepaalde verhaallijn.
In geval van contractbreuk, -einde of -opzegging roept men dikwijls een fictieve blessure in als excuus. Dit gebeurde bijvoorbeeld in 2010 toen Dave Bautista (Batista) de World Wrestling Entertainment (WWE) verliet om zich later onder meer toe te leggen op een filmcarrière. Bautista was na zijn vertrek te zien in de James Bond-film Spectre. Bautista's personage Batista werd in 2010 uit de reeks geschreven op basis van een reeks niet-legitieme blessures. Zo belandde Batista in een rolstoel, hoewel acteur Dave Bautista wezenlijk kerngezond was. Het personage Batista verdween uit de reeks omdat hem een nieuwe titelkans op het WWE Championship werd geweigerd – door fictief General Manager Bret Hart – vanwege zijn gebrekkige fysieke paraatheid. In werkelijkheid stopte Bautista omdat hij niet akkoord was met hoe de federatie hem "slecht boekte in de programmatie", met name als heel (slechterik).
Er kan ook een fictieve romance optreden. Adam Copeland (Edge) en Amy Dumas (Lita) hadden een 'kayfabe'-relatie medio jaren 2000–2009, terwijl zij privé nooit een koppel waren. Liefdesrelaties worden net als in soapserie's voorgesteld als zijnde levensecht. Paul Levesque en Stephanie McMahon ontmoetten elkaar in 1999 op de set van de WWF en trouwden enkele maanden later. Zij trouwden echter zowel op het scherm als in het privéleven, wat enkele jaren voor verwarring zorgde. Levesque bevestigde pas in 2009 dat zij in 2003 huwden voor de kerk.

## Verhouding 'kayfabe' en realiteit
In de onderstaande tabel is een niet uitputtende selectie vermeld van de verschillen tussen de 'kayfabe' – en fictieve – voorstelling van zaken versus de feitelijke situatie(s):
| Jaartal | Kayfabe-verhouding | Privé-verhouding |
| ------- | --- | --- |
| 1985    | Randy Savage en Miss Elizabeth (Elizabeth Hulette) hadden lange tijd een relatie, maar zouden nooit trouwen.                              | Savage en Elizabeth trouwden in 1984 en scheidden in 1992.                                                          |
| 1986    | Ric Flair was de neef van de broers Arn Anderson (Martin Lunde) en Ole Anderson (Alan Rogowski) bij The Four Horsemen.                    | Arn Anderson en Ole Anderson zijn geen broers.                                                                      |
| 1995    | The Big Show/The Giant (Paul Wight) was de zoon van André the Giant (André Roussimoff).                                                   | The Big Show heeft een gelijkaardige lichaamsbouw, maar zijn vader heet Paul Wight Sr.                              |
| 1996    | Owen Hart en Davey Boy Smith (The British Bulldog) waren broers als Owen Hart en The British Bulldog.                                     | Hart en The Bulldog waren zwagers. Davey Boy Smith was van 1984 tot zijn dood in 2002 getrouwd met Harts zus Diana. |
| 1997    | Kane (Glenn Jacobs) is de halfbroer van The Undertaker (Mark Calaway).                                                                    | Kane en The Undertaker zijn goede collega's.                                                                        |
| 1998    | Paul Bearer (William "Bill" Moody) was de vader van Kane.                                                                                 | De twee zonen van Moody heten Michael en Daniel Moody.                                                              |
| 1999    | Edge (Adam Copeland) en Christian (Jason Reso) zijn broers.                                                                               | Copeland en Reso zijn beste vrienden sinds de middelbare school.                                                    |
| 2001    | Stephanie McMahon en Chris Jericho (Chris Irvine) hadden een affaire, hoewel McMahon 'kayfabe' getrouwd was met Triple H (Paul Levesque). | McMahon en Levesque waren sinds 2000 een koppel, ook tijdens deze periode. Zij trouwden in 2003.                    |
| 2007    | Hornswoggle (Dylan Postl) is de onwettelijke zoon van Vince McMahon.                                                                      | Vince McMahon heeft twee kinderen: Shane McMahon en Stephanie McMahon.                                              |
| 2016    | Jason Jordan (Nathan Everhart) is de zoon van Kurt Angle.                                                                                 | De naam van Everharts ouders is om privéredenen niet bekend.                                                        |